# Nazionale di korfball di Hong Kong
La nazionale di korfball di Hong Kong è la selezione di korfball che rappresenta Hong Kong in ambito internazionale. Nel settembre 2011 si trovava alla 15ª posizione dell'IKF World Korfball Ranking.

## Risultati internazionali
| Campionato asiatico-oceanico di korfball |          |                      |           |
| Anno                                     | Edizione | Ospite               | Risultato |
| 1990                                     | I        | Giacarta (Indonesia) | 3º posto  |
| 1992                                     | II       | Delhi (India)        | -         |
| 1994                                     | III      | Adelaide (Australia) | -         |
| 2002                                     | V        | Delhi (India)        | 4º posto  |
| 2006                                     | VII      | Hong Kong            | 4º posto  |
| 2010                                     | VIII     | Cina                 | 4º posto  |

| Campionato asiatico |          |                |           |
| Anno                | Edizione | Ospite         | Risultato |
| 2004                | I        | Taiwan         | 2º posto  |
| 2008                | II       | Jaipur (India) | 3º posto  |